# In Love
In Love (englisch für „In Liebe“) ist das dritte Studioalbum der deutschen Pop-Rock-Band Juli, das im September 2010 erschien.

## Entstehung und Veröffentlichung
Die Erstveröffentlichung von In Love erfolgte am 17. September 2010 bei Island Records. Das Album erschien in seiner Originalausführung als CD und Download mit zwölf Titeln (Katalognummer: 06025 2749283). Am gleichen Tag erschien auch eine physische Deluxeausführung, die um eine Bonus-DVD erweitert wurde (Katalognummer: 060252749282).
Geschrieben wurden alle Lieder von den Juli-Mitgleidern Eva Briegel, Andreas Herde, Jonas Pfetzing, Marcel Römer und Simon Triebel, in verschiedenen Besetzungen. Einzig bei dem Lied Du lügst so schön wurde die Band mit Naima Husseini durch jemand aussenstehendes unterstützt. Produziert wurden alle Lieder gemeinsam von Olaf Opal und Tobias Siebert.

## Titelliste
1. Immer wenn es dunkel wird (Musik: Simon Triebel, Jonas Pfetzing; Text: Simon Triebel, Eva Briegel)
2. Süchtig (Musik: Simon Triebel; Text: Simon Triebel, Eva Briegel)
3. Eisenherz (Musik: Jonas Pfetzing; Text: Eva Briegel, Jonas Pfetzing)
4. Woanders zu Hause (Musik: Eva Briegel, Jonas Pfetzing; Text: Eva Briegel)
5. Mit verbundenen Augen (Musik: Jonas Pfetzing, Simon Triebel; Text: Simon Triebel)
6. Elektrisches Gefühl (Musik: Simon Triebel; Text: Simon Triebel, Eva Briegel)
7. Ich bin in Love (Paris) (Musik: Eva Briegel, Jonas Pfetzing; Text: Eva Briegel)
8. Du lügst so schön (Musik: Simon Triebel, Jonas Pfetzing; Text: Simon Triebel, Eva Briegel, Naima Husseini)
9. Maschinen (Musik: Marcel Römer, Simon Triebel; Text: Simon Triebel)
10. Jessica (Musik: Jonas Pfetzing; Text: Jonas Pfetzing, Eva Briegel)
11. Die Sterne fallen (Musik: Simon Triebel; Text: Simon Triebel, Frank Harland)
12. Seenot (Musik: Eva Briegel, Dedi Herde, Jonas Pfetzing; Text: Eva Briegel)

## Singleveröffentlichungen
| Jahr | Titel                     | Höchstplatzierung, Gesamtwochen, AuszeichnungChartplatzierungen (Jahr, Titel, , Platzierungen, Wochen, Auszeichnungen, Anmerkungen) | Höchstplatzierung, Gesamtwochen, AuszeichnungChartplatzierungen (Jahr, Titel, , Platzierungen, Wochen, Auszeichnungen, Anmerkungen) | Anmerkungen                                               |
| Jahr | Titel                     | DE | AT | Anmerkungen                                               |
| ---- | ------------------------- | --- | --- | --------------------------------------------------------- |
| 2010 | Elektrisches Gefühl       | DE12 Gold · (27 Wo.)DE | AT21 (13 Wo.)AT | Erstveröffentlichung: 24. August 2010 Verkäufe: + 150.000 |
| 2011 | Immer wenn es dunkel wird | DE37 (5 Wo.)DE | — | Erstveröffentlichung: 21. Januar 2011                     |
| 2011 | Süchtig                   | DE35 (6 Wo.)DE | — | Erstveröffentlichung: 13. Mai 2011                        |
| 2011 | Du lügst so schön         | DE67 (2 Wo.)DE | — | Erstveröffentlichung: 23. September 2011                  |

## Rezeption
Bei Laut.de nannte Artur Schulz das Album eine „reife Leistung“: Egal, welche Karte man aus dem „Song-Fächer“ zöge, es sei immer das „Herz-As“. Besonders lobte Schulz die „Neuausrichtung“ der Band mit Samples, Scratches und gelegentlich verwendeten Synthesizern. Er vergab vier von fünf Sternen. Bei t-online.de schrieb Judith Wiemers dagegen, Juli hätten „zu viel gewollt“: „Bis auf die Hitsingle Elektrisches Gefühl, in der sich der Umschwung in Richtung Elektro manifestiert und die mit eindeutigen MIA.-Referenzen zumindest als euphorisierende Indietanznummer gelten kann, bleibt In Love über große Strecken bemüht und fad.“ Unter anderem wurden „stellenweise absurde Textzeilen“ kritisiert.

## Kommerzieller Erfolg

### Chartplatzierungen
| ChartsChartplatzierungen | Höchstplatzierung | Wochen |
| ------------------------ | ----------------- | ------ |
| Deutschland (GfK)        | 4 (25 Wo.)        | 25     |
| Österreich (Ö3)          | 17 (6 Wo.)        | 6      |
| Schweiz (IFPI)           | 33 (2 Wo.)        | 2      |

| ChartsJahrescharts (2010) | Platzierung |
| ------------------------- | ----------- |
| Deutschland (GfK)         | 97          |

### Auszeichnungen für Musikverkäufe
| Land/Region        | Auszeichnungen für Musikverkäufe (Land/Region, Auszeichnung, Verkäufe) | Verkäufe |
| ------------------ | ---------------------------------------------------------------------- | -------- |
| Deutschland (BVMI) | Gold                                                                   | 100.000  |
| Insgesamt          | 1× Gold ·                                                              | 100.000  |